# Allvar Gullstrand
Allvar Gullstrand (5. červen 1862 Landskrona – 28. červenec 1930 Stockholm) byl švédský oftalmolog, nositel Nobelovy ceny za fyziologii a medicínu za rok 1911.
Byl prvním profesorem oftalmologie na univerzitě ve švédské Uppsale. Od roku 1901 spolupracoval Gullstrand v laboratořích Carl Zeiss v Jeně se Siegfriedem Czapskim na konstrukci oftalmologických optických přístrojů. Inicioval vývoj nových přístrojů, navrhoval jejich koncepci a účastnil se klinických testů. K nejdůležitějším výsledkům tohoto vývoje patří Gullstrandův oftalmoskop se štěrbinovým osvětlením pro pozorování očního pozadí z roku 1911.